# Papuogryllacris purarica
Papuogryllacris purarica är en insektsart som först beskrevs av Griffini 1909.  Papuogryllacris purarica ingår i släktet Papuogryllacris och familjen Gryllacrididae.

## Underarter
Arten delas in i följande underarter:
- P. p. purarica
- P. p. brachyura